# Сийское сельское поселение
Си́йское се́льское поселе́ние или муниципальное образование «Сийское» — муниципальное образование со статусом сельского поселения в Пинежском муниципальном районе Архангельской области России.
Соответствует административно-территориальной единице в Пинежском районе — Сийскому сельсовету.
Административный центр — посёлок Сия.

## География
Сийское сельское поселение находится на западе Пинежского муниципального района.

## История
Муниципальное образование было образовано в 2006 году.

## Население
| 2010  | 2011  | 2012  | 2013  | 2014  | 2015  | 2016  | 2017  | 2018  |
| ----- | ----- | ----- | ----- | ----- | ----- | ----- | ----- | ----- |
| 1835  | ↘1828 | ↘1765 | ↘1736 | ↘1655 | ↘1624 | ↘1595 | ↗1610 | ↘1575 |
| 2019  | 2020  | 2021  | 2023  |       |       |       |       |       |
| ↘1515 | ↘1467 | ↘1346 | ↘1331 |       |       |       |       |       |

## Состав сельского поселения
В состав сельского поселения входят:
- Сия
- Сылога